# 10568 Yoshitanaka
10568 Yoshitanaka è un asteroide della fascia principale. Scoperto nel 1994, presenta un'orbita caratterizzata da un semiasse maggiore pari a 2,6918797 UA e da un'eccentricità di 0,1831440, inclinata di 11,57837° rispetto all'eclittica.